# Гідра (Marvel Comics)
«Гідра» (англ. Hydra) — вигадана терористична організація з коміксів американського видавництва Marvel Comics. Назва організації посилається на міф про Лернейську гідру. Девіз терористів «Відріж одну голову і замість неї постане дві», що проголошує стійкість і постійний ріст організації.

## Історія публікацій
Перша поява «Гідри» відбулася в Strange Tales #135 у серпні 1965 року, де її очолював бізнесмен Арнольд Браун. У підсумку його було вбито агентами «Щ.И.Т.», а організацію — знищено. Незабаром «Гідра» повернулася, на цей раз під керівництвом Барона Штрукера, який заручився підтримкою нациста Червоного Черепа. Була повністю переписана історія походження терористичної організації. Після великої поразки її філій «АІМ» і «Таємної імперії», «Гідра» стала незалежною.
Crypt of Shadows #3, що була опублікована в 1973 році, перевидана в Menace #10 у 1954, але зі зміною декількох діалогів, призвела до помилкової думки, що перша згадка про терористичну організацію була у випуску 1954 року. У перевиданні агента невідомого уряду було виявлено як агента «Гідри». За допомогою вченого Доктора Ностурма він планував створити бомбу, яка перетворила б населення планети на монстрів. Доктор Нострум убив усіх вчених у кімнаті, побачивши, що вчені стали монстрами. Пізніше доктор і сам застрелився. Син Нострума продовжив його справу.

## Організація
«Гідра» — злочинна організація, чиєю головною метою є досягнення світового панування за допомогою терористичних і підривних методів, що призведе до Нового світового порядку. «Гідра» здійснює теракти по всьому світу: організацію фінансує особисто Барон Штрукер, який пропагує нацистську ідеологію. Основним противником «Гідри» є «Щ.И.Т.» — міжнародна антитерористична організація.
Ієрархія організації виглядає наступним чином: члени Ради Гідри, члени Верховної Гідри та агенти Гідри. Представницькою особою організації є Барон Штрукер.
Щоб стати членом «Гідри», людина повинна відмовитися від моральних принципів, пройти багаторічне тренування та дати присягу вірності організації.

## Історія «Гідри»
Історія походження «Гідри» оповита таємницею. Організація існує протягом багатьох століть. Вона виникла під час Третьої династії Стародавнього Єгипту та зникла в епоху Відродження. «Гідра» повернулася незадовго до закінчення Другої світової війни та була сформована з біженців Третього рейху та Японської імперії.
Містичні ніндзі з клану Руки сприяли відродженню організації. Її первісною метою було повалення японського уряду, вбивство прем'єр-міністра та встановлення антикомунізму.
Незабаром після вступу в «Гідру», Барон Штрукер захопив владу в організації, убивши її керівника. Він і члени організації переїхали на приватний острів у Тихому океані, відомий як Острів Гідри. Проте оригінальна база «Гідри» була знищена. Повільними, але вірними кроками Штрукер направляв «Гідру» до здобуття світового панування. У минулому «Гідра» також конфліктувала з молодим Чарльзом Ксав'єром і Максом Ейзенхардтом. Виступи «Гідри» призвели до створення антитерористичної організації «Щ.И.Т.», що стала її основним супротивником. Агенти «Гідри» намагалися вбити Ніка Ф'юрі перед його призначенням на посаду директора «Щ.И.Т.», але їхня спроба зазнала невдачі.

## Члени організації

### Рада «Гідри»
Вище керівництво організації, показане в Secret Warriors #2 складається з:
- Барон Вольфганг фон Штрукер: згідно Strange Tales #150 (листопад 1966) — голова «Гідри». Застрелений в голову Ніком Ф'юрі.
- Гадюка: лідер Нью-йоркської філії «Гідри». Вперше з'явилася в Captain America #110 в лютому 1969 року.
- Валентина Аллегра де Фонтейн: колишній агент «Щ.И.Т.» Вперше з'явилася в Strange Tales #159 в серпні 1967. Пізніше стала Мадам Гідрою VI.
- Вулик: уперше з'явився в Secret Warriors #2.
- Горгон: уперше з'явився в Wolverine vol. 2 #20.
- Кракен: уперше з'явився в Secret Warriors #2.
- Стів Роджерс: Згідно Secret Empire # 0, Стіву не змінили спогад, а навпаки, повернули. На даний момент він є головою Гідри.

### Верховна «Гідра»
Лідери «Гідри». Крім Барона Штрукера до їх числа належать:
- Арнольд Браун: перший із представлених керівників організації. Перша поява — Strange Tales #135.
- Невідомий лідер: найперший голова «Гідри». Перша поява була в Captain Savage # 4 (липень 1968 року), де він був убитий Бароном Штрукером, який узурпував його місце.
- Невідомий лідер: неназваний керівник, який прагнув знищити Галка. Вперше з'явився в  Incredible Hulk #132.
- Річард Фіск: Верховна Гідра у філії в Лас-Вегасі. Як член «Гідри» з'явився в Captain America #145.
- Сильвермейн: Верховна Гідра східного узбережжя. Як член «Гідри» з'явився в Daredevil #120.
- Граф Отто Верміс: Верховна Гідра європейської частини, маніпулював Джесікою Дрю. Його єдина поява була в Marvel Spotlight #32.
- Сн'Тло: скрулл, який увійшов у «Гідру». Вперше з'явився в Captain America vol. 3 #3.
- Едгар Лакомб: Верховна Гідра, який був відповідальний за створення четвірки «Гідри». Вперше з'явився в The Amazing Spider-Man #521.

### Персонажі, що були агентами «Гідри»
- Агент Дакіні
- Антон Трояк: вчений, агент 47, з'явився в Strange Tales #155.
- Чорне крило: лідер повітряної дивізії східного узбережжя. Перша поява — Daredevil #118.
- Боб, агент Гідри: вперше з'явився в Cable & Deadpool #38, був компаньйоном Дедпула.
- Мішень: убивця, завербований «Гідрою». Перша поява була в Nick Fury, Agent of S. H. I. E. L. D. #15.
- Хамелеон: поява в Incredible Hulk #154, був членом організації.
- Командир Кракен: член військово-морської дивізії східного узбережжя. З'явився в Daredevil #121.
- Конгресмен Вудман: командир філії «Гідри» у Вашингтоні. Вперше з'явився в Avengers: The Initiative.
- Отто Октавіус/Доктор Восьминіг: став агентом Гідри після подій «Clone Conspiracy».

## Альтернативні версії

### Marvel 2099
Прокинувшись у майбутньому, Капітан Америка запитує Людину-павука чи є він членом «АІМ» або «Гідри».

### Ultimate Marvel
У той час, як Людина-павук був визнаний загиблим після подій «Ультиматуму», Джей Джона Джеймсон згадує, як герой колись врятував Тоні Старка від агентів «Гідри». Пізніше терористи вступають у союз із Моді, сином Тора, в спробах повалити уряд США. У фінальній битві за штат Вайомінг організація була знищена Алтимейтс і «Щ.И.Т.». Багато членів «Гідри» пішли в підпілля.

### Вигнанці
Інший альтернативний варіант організації з'являється в Exiles #91-94, де вони також одержимі планом стосовно захоплення світу. Тут їх очолюють Мадам Гідра (Сью Шторм, в оригіналі Невидима леді) та її коханець Росомаха. В організації є безліч суперлюдей, в тому числі і Капітан Америка (зараз Капітан Гідра).

### Amalgam Comics
У цій альтернативної реальності «Гідра» багато в чому схожа з оригіналом, однак тут у них чорні очі, а не червоні. Вперше вони з'явилися в Super-Soldier #1 на чолі з Лексом Лютером.

## Поза коміксів

### Телебачення
- В одній із серій мультсеріалу «Неймовірний Галк» 1982 року Галк і Жінка-Галк борються з агентами «Гідри».
- «Гідра» була показана в мультсеріалі «Люди Ікс: Еволюція».
- Члени «Гідри» є основними супротивниками Месників у мультсеріалі «Месники. Найбільші герої Землі», де організацію очолює Барон Земо, а Червоний Череп є суперсолдатом[6].
- У мультсеріалі «Загін супергероїв» Барон Штрукер використовує військову міць «Гідри» для атаки однієї з баз «Щ.И.Т.».
- «Гідра» з'являється в мультсеріалі «Месники, загальний збір!».
- «Гідра» є основним антагоністом в першій половині другого сезону серіалу «Агенти Щ.И.Т.а». Директор Колсон протистоїть різним групам «Гідри», які очолюють Деніел Уайтхолл і Вольфганг фон Штрукер. Після смерті Уайтхолла у фіналі епізоду «Чим вони стали», кількох інших лідерів в епізоді «Відлуння», а також Барона Штрукера та доктора Листа в «Месники: Ера Альтрона», вся «Гідра» втрачає вище керівництво. Організацію вирішує очолити Грант Уорд. Він запрошує в організацію Вернера фон Штрукера, сина Вольфганга. У 8 серії 3 сезону Гідеон Малік, один із лідерів «Гідри», розповідає Уорду історію організації. Після смерті Маліка і Вуликів, творця організації, «Гідра» виявляється знищена силами «Щ.И.Т.а» і Гленна Телбота. У четвертому сезоні створена Холденом Редкліффом жінка-робот АЇДА поміщає більшість головних героїв у віртуальну реальність Фреймворк, де Гідра захопила владу в світі. Сама АЇДА стає в цій реальності Мадам Гідрою.
- «Гідра» з'являється на короткий час у мультсеріалі «Досконала Людина-павук».

### Кіно
- «Гідра» з'являється в телефільмі «Нік Ф'юрі: Агент „Щ.И.Т.а“», де члени організації носять чорний одяг замість зеленого.
- Деякі члени організації з'являються в повнометражному мультфільмі «Незламні Месники-2», де б'ються з Капітаном Америкою.
- У мультфільмі «Залізна людина та Галк. Спілка героїв» вчені «Гідри» наймають Мерзоту, щоб той зловив Галка для експериментів.
- В рамках кінематографічного всесвіту MarveI «Гідра» є одним з ключових супротивників Месників.
  - Вперше «Гідра» з'являється у фільмі 2011 року «Перший месник» під керівництвом Червоного Черепа. Спочатку «Гідра» була науковим підрозділом Третього рейху, але після того, як в руках Червоного Черепа виявляється Тесеракт, він офіційно відокремлюється від нацистів, вважаючи, що їхня допомога йому більше не потрібна і що «Гідра» не зможе далі розвиватися в тіні Гітлера. Червоний Череп був телепортований на планету Вормир у фіналі фільму, а американська армія знищила його підлеглих.
  - У фільмі «Месники» було показано, що Щ.И.Т. зібрав все, що пов'язано з Тесерактом, включно зі зброєю «Гідри». Щ.И.Т планував створити нову зброю, засновану на розробках «Гідри». Підконтрольні Локі люди, крім Клінта Бартона та Еріка Селвига, можливо є агентами «Гідри», які перші самостійно шукали Тесеракт.
  - «Гідра» відіграє ключову роль у фільмі «Перший месник: Зимовий солдат». З розмови з Арнімом Золою Капітан Америка і Чорна вдова дізнаються, що «Гідра» не зникла, а її агенти впровадилися в безліч великих світових організацій, в різні уряди, і навіть в сам Щ. И. Т.. Зола розробив алгоритм, здатний обчислювати потенційні загрози для «Гідри», після чого гелікоптери проєкту «Осяяння» мали б їх знищувати. Капітану Америці, Чорній Вдови, Ніку Ф'юрі та Соколу вдається зупинити терористів, а лідер «Гідри» Олександр Пірс гине. Проте, частина «Гідри» продовжує функціонувати.
  - У фільмі «Месники: Ера Альтрона» наукова філія «Гідри» в Зоковії під керівництвом Барона Штрукера використовує скіпетр Локі для створення армії надлюдей. На початку фільму Месники атакують базу «Гідри» та захоплюють Штрукера та його поплічників.
  - У фільмі «Людина-мураха» Даррен Крос збирався продати технологію «Жовтий Шершень» «Гідрі», однак Скотт Ленг і Хенк Пім зірвали операцію.
  - У серіалі «Агенти Щ. И. Т.» агенти Фітц і Сіммонс приходять до висновку, що «Гідра» існує не одну сотню років, під різними логотипами, займаючись різними видами діяльності, з єдиною метою: визволити з іншої планети замкненого там їхнього засновника — найпершого з Нелюдів, званого Смертю, що володіє неймовірною силою. Для цього на планету з допомогою моноліту століттями посилають людей у пошуках способу повернутися (або ж у жертву для свого давнього бога). У середині третього сезону спосіб був знайдений — Альвиус (справжнє ім'я божества) захоплює тіло присмертного Уорда та приходить на Землю.

### Відеоігри
- У грі «X-Men: The Official Game» «Гідра» була відповідальна за створення Майстра Молдовського та роботів Вартою поряд із Вільямом Страйкером. За наказом їхнього лідера Срібного Самурая, агенти «Гідри» проникають на базу Страйкера, щоб позбутися усіх слідів, що ведуть до неї.
- «Гідра» з'являється в грі «Spider-Man: Web of Fire», де є головним антагоністом.
- У грі «Marvel vs. Capcom 3: Fate of Two Worlds» є посилання на «Гідру».
- «Гідра» є основним антагоністом гри «Captain America: Super Soldier».
- У грі «Marvel: Ultimate Alliance» з'являються деякі відомі члени організації, такі як Барон Земо, Місячний Камінь і Гадюка. У «Marvel: Ultimate Alliance 2» присутня одна зі старих баз «Гідри».
- «Гідра» фігурує в «Avengers Initiative» як ворог Капітана Америки[7].
- З'являється в «Marvel Heroes».
- Агенти «Гідри» з'являються в «Lego Marvel Super Heroes».

Гідра з'являється в Академії месників в ролі головного лиходія

### Театр
- Агенти «Гідри» беруть участь в одній зі сцен «Marvel Universe Live!»[8].